# グレン・カーチス

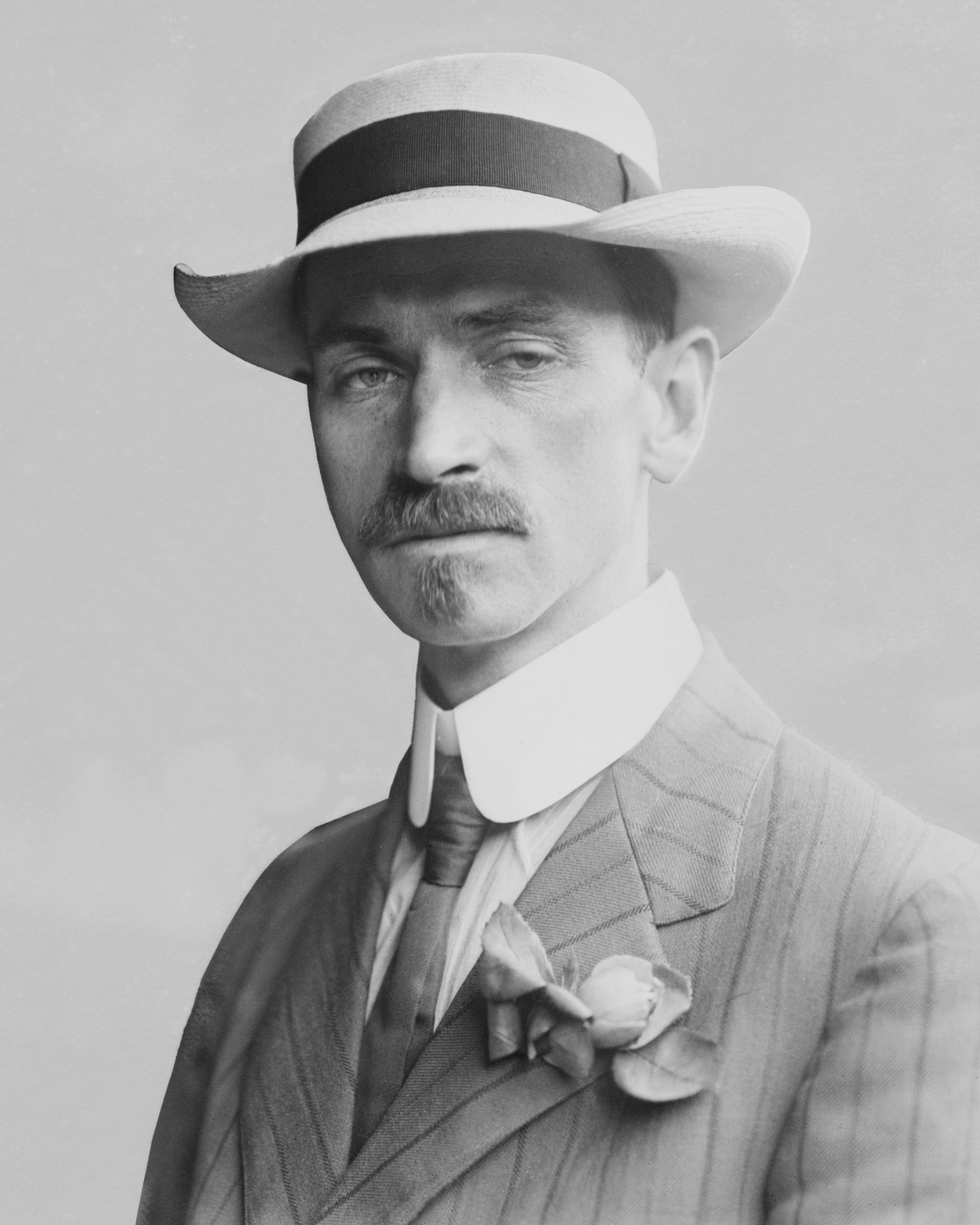
グレン・カーチス

グレン・カーチス（Glenn Curtiss、1878年5月21日 - 1930年7月23日）は、アメリカ合衆国の航空に関するパイオニアであり、現代の航空機メーカーのひとつカーチス・ライト・コーポレーションの礎となったカーチス・エアロプレーン&モーター社の創業者でもある。特許をめぐり争うなど、ライト兄弟最大のライバルとして知られてもいる。

## 来歴

### エンジン製造者として
ニューヨーク州ハモンドボート生まれ。4歳の時父フランク・リッチモンド・カーチスが亡くなり、一家は決して裕福とは言えなかった。高校卒業後コダック社に入社するも退職し自転車競技選手に転じた。その後、金融業のウエスタン・ユニオン社でメッセンジャーとして働いていたが1898年3月7日にレーナ・パール・ネフと結婚をしたことを機に自転車ショップ経営を始めた。
内燃機関が容易に調達できるようになるとオートバイに興味を持ち、トマトスープの缶をキャブレターに流用した自作の単気筒エンジンを搭載したオートバイの製作・販売を開始した。自身の手によるオートバイで1903年には64mph(103km/h)の当時のスピード世界記録を樹立し、1907年にはオーモンドビーチにて自身の設計による40馬力の4000ccV8エンジンを搭載したオートバイでこれを136.36mph(219.45km/h)まで更新した。この時点で、カーチスはアメリカNo.1のエンジン製作者の地位にあった。なお、この時に彼が乗ったオートバイにはブレーキがついていなかった。

### 飛行機の世界へ
1906年8月、トム・ボールドウィンと連れ立って出かけた飛行船旅行でオハイオ州デイトンを訪れた際、ライト兄弟を訪問して航空エンジンとプロペラについての意見を交換し合った。1907年にはグレアム・ベルに請われてAEA (Aerial Experiment Association-飛行実験協会)設立に加わった。これはカーチスが既にアメリカで最も洗練された小型軽量エンジンを製作していたためであった。
1908年7月4日にはカーチス製作による飛行機「ジューン・バグ」が彼の生誕地であるハモンズポートで飛行に成功した。こうしてカーチスは動力つき航空機で空を飛んだ2人目のアメリカ人となったのだが、当時ライト兄弟の初フライトや飛行テストは非公式扱いであったため、彼と「ジューン・バグ」が公認されたアメリカ初飛行となった。彼はアメリカ飛行機クラブからパイロットのライセンスを受けた第1号となった（ライト兄弟は4～5番目）。

### ライト兄弟との係争
飛行テストに先立つ1908年6月20日、ライト兄弟はカーチスに対し「ジューン・バグ」が兄弟所有のたわみ翼の特許を侵害している旨の警告書を送っていた。しかし事実上これを無視し、1909年3月20日にカーチスは自身の航空会社ヘリング・カーチス社を設立して飛行機の製作を開始した。8月にライト兄弟は提訴、1910年1月の裁判でカーチスは敗訴し会社は倒産の憂き目を見た。しかし6月の控訴審で判決は覆り、会社は再興された。
さらに1914年、ライト兄弟と抗争状態にあったスミソニアン博物館のチャールズ・ウォルコットと手を組み、カーチスは1903年に失敗したサミュエル・ラングレー製作の飛行機「エアロドローム」を水上機に改造し、6月2日に飛行試験を成功させた。これはカーチスにとっては特許紛争を有利に運ぼうと、ウォルコットにとってはラングレーの名誉を回復するために画策されたものだった。しかしながらカーチスによるこの「改造」は、ほとんど原形をとどめない程に徹底したものであり、これをもって「ラングレーはライト兄弟よりも先に飛行可能な機体を開発していた」と主張する事は不当であると後に認められている。
その後もカーチスとライト兄弟の争いは続いたが、1917年の第一次世界大戦への参戦を契機に、アメリカ政府の主導により航空機製造業協会が設立され、同協会による航空機関連特許の集中管理が実施された事で終止符が打たれた。その背景には軍事用として飛行機が注目されていたことがあった。カーチス自身、1910年には既に彼が製作した「ゴールデン・フライヤー」号改良型が偵察巡洋艦バーミンガムから初の艦載機離陸を成し遂げており、1911年には飛行艇を完成した功績を認められ、第1回と第2回のコリアー・トロフィーを受賞していた。1917年、カーチスは陸軍用戦闘機の製造に関する契約をアメリカ政府と結んだ。
1929年、カーチス設立の航空会社（当時の社名は、カーチス・エアロプレーン&モーター社）とライト兄弟設立の会社（同、ライト・マーチン社）は合併し、カーチス・ライト・コーポレーションが設立された。

### パイロットとして
1909年8月、フランス飛行機クラブが主宰しランスで開催された世界初の航空競技大会『Grande Semaine d'Aviation』に出場。10kmのコースを平均時速46.5mph(75km/h)で完走し、2位のルイ・ブレリオを6秒差で抑えてゴードン・ベネット・カップ優勝をさらった。
1910年5月29日には、オールバニからハドソン川に沿ってニューヨークに至るフライトを成し遂げ、ジョーゼフ・ピューリツァーから10,000ドルの賞金を授与された。平均時速は約55mph(89 km/h)。距離137mile(220km)を2時間33分かけて航行した後、マンハッタン島上空を巡り、締めくくりとばかりに自由の女神像を旋回する余裕を見せた。
その後もカーチスは、曲芸飛行を披露する巡業を行ったり飛行技術学校を創立するなど、航空分野で多大な貢献を残した。

### 死去
1930年、カーチスは虫垂炎手術を受けた後の複合症を併発し、バッファローで死去。故郷のハモンドボートに埋葬された。1990年、アメリカモータースポーツの殿堂入りを果した。